# Vidosav Stevanović
Pour les articles homonymes, voir Stevanović.
Vidosav Stevanovic (en serbe cyrillique : Видосав Стевановић), né le 27 juin 1942 à Cvetojevac près de Kragujevac, Serbie, est un écrivain  et dramaturge serbe.

## Biographie
Vidosav Stevanovic est né à Cvetojevac, petit village de la Serbie profonde. Il finit le lycée à Kragujevac en 1961. À Belgrade il fait des études de médecine dentaire et de littérature contemporaine. Peu après il abandonne ses études et commence très tôt sa carrière d'écrivain professionnel. 
Son premier livre en prose Le mort à rébus (Refuz mrtvak, en serbe, Prosveta, 1969) provoque un procès politique. Après la publication de son premier recueil de nouvelles (Le mort à rébus, Prosveta, 1969), Vidosav Stevanović devient, dans un sens esthétique, intellectuel et stylistique, l’une des plus importantes et prééminentes figures de la scène littéraire yougoslave. En même temps, il acquiert, aux yeux des racontars belgradois, une réputation d'enfant terrible et les politiciens commencent à persécuter l'insolent représentant de la vague noire. Étant donné que le jeune écrivain a détruit le mythe de la vie insouciante dans le pays de l'autogestion, il a été poursuivi en justice dans un procès qui a duré six ans. Il n'a été ni libéré ni condamné : il y a eu tout simplement prescription. Au cours de ces six ans, le jeune écrivain a vécu isolé du public.
Vidosav Stevanović est le fondateur du nouveau mouvement littéraire connu sous le nom de réalisme fantastique. Il a été persécuté, renié, mais en même temps apprécié, adoré et parfois récompensé. 
Deux décennies durant, il est éditeur à succès, entre autres, éditeur en chef de BIGZ et PDG de Prosveta, les deux plus grandes maisons d'édition de l'ex-Yougoslavie. Pendant quelques mois Stevanovic est le directeur de la Radio Télévision de Kragujevac qui a été libérée du régime durant les grandes manifestations de 1996-1997. 
Il est l'éditeur et cofondateur de plusieurs revues littéraires et fondateur de l'Association des écrivains indépendants de Yougoslavie en 1989, du Forum libéral en 1990 et du Cercle de Belgrade en 1991. Aujourd'hui, Stevanovic ne participe plus à la vie littéraire serbe et évite les médias.
Vidosav Stevanovic est l'auteur accompli d'un grand nombre d'œuvres littéraires, d'une biographie politique, de nombreuses pièces de théâtre, essais et textes. Ses livres ont été traduits dans plus d'une vingtaine de langues de par le monde. Stevanovic a écrit pour des journaux européens tels que Le Monde, Libération, El País et Expressen.
Jusqu'à son départ de Serbie au début des années 1990, Stevanovic a obtenu de nombreux prix littéraires tels que le prix Ivo Andric pour ses nouvelles et le prix NIN pour son roman Prélude à la guerre (Testament, en serbe). En France il se voit décerner le titre de Chevalier de l'Ordre des Arts et des Lettres pour l'intégralité de son œuvre littéraire.
Stevanovic passe la dernière décennie du siècle précédent entre la France et la Serbie. À cause de sa critique acharnée des nationalismes yougoslaves et du régime de Slobodan Milošević, il est contraint de demander l'asile politique en France. À cette époque il est la cible préférée des attaques de la propagande belgradoise, il est exclu des programmes scolaires et ses livres sont bannis des librairies et bibliothèques.
Maintenant il est citoyen français et, depuis 2007, il séjourne souvent dans sa maison sur la colline à côté de Kragujevac. La maison d'édition Koraci et la ville de Kragujevac publient ses œuvres complètes en serbe, brisant ainsi presque deux décennies de censure.
L'année dernière[Quand ?] avec un groupe de lecteurs et élèves de son école d'écriture créative, il ouvre le Club Vidosav, une association de citoyens dont le but est de promouvoir diverses activités médiatiques (en organisant des soirées littéraires, des expositions, des concerts, des promotions de livres, une école d’écriture et une école de musique).

## Œuvres choisies

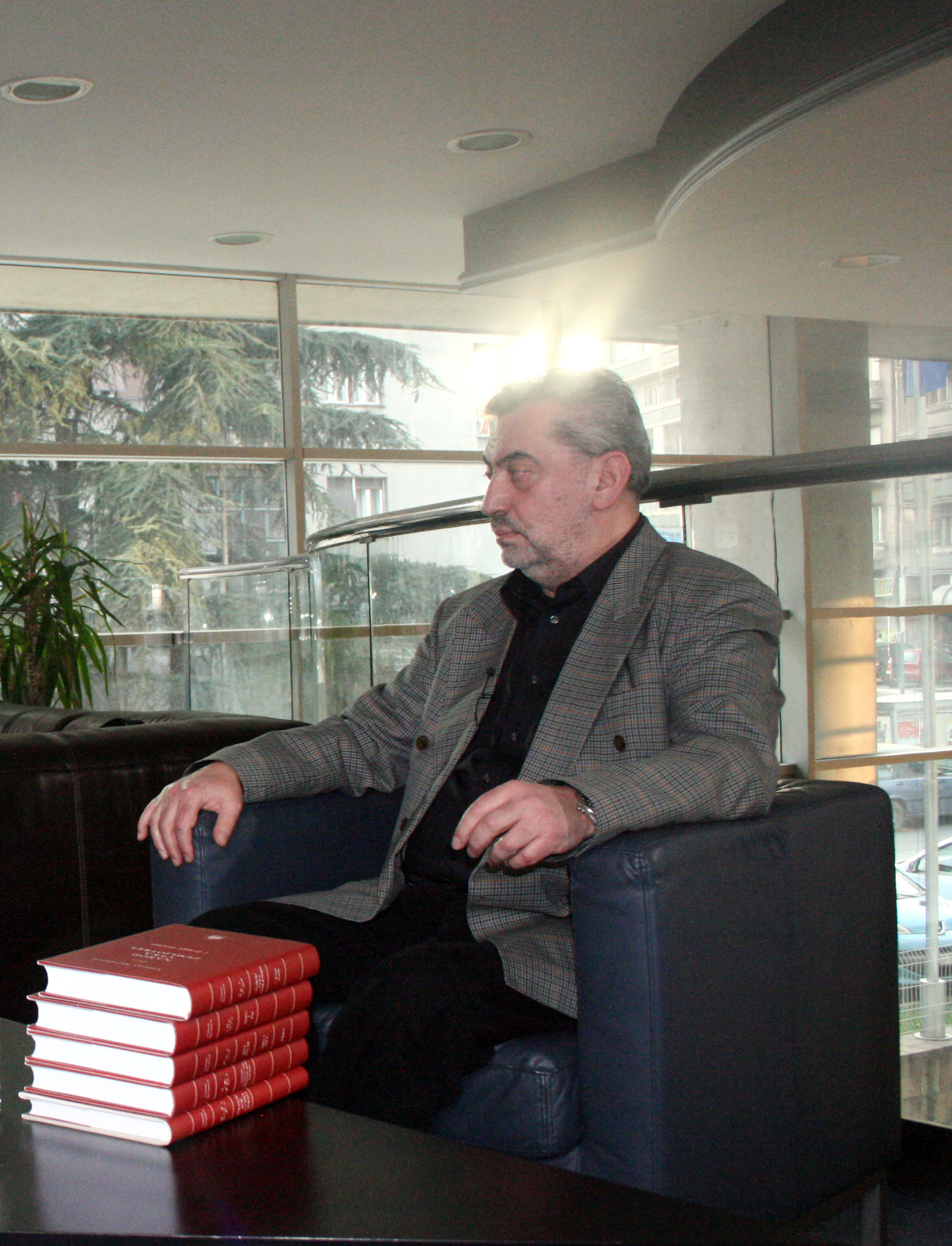
Vidosav Stevanović

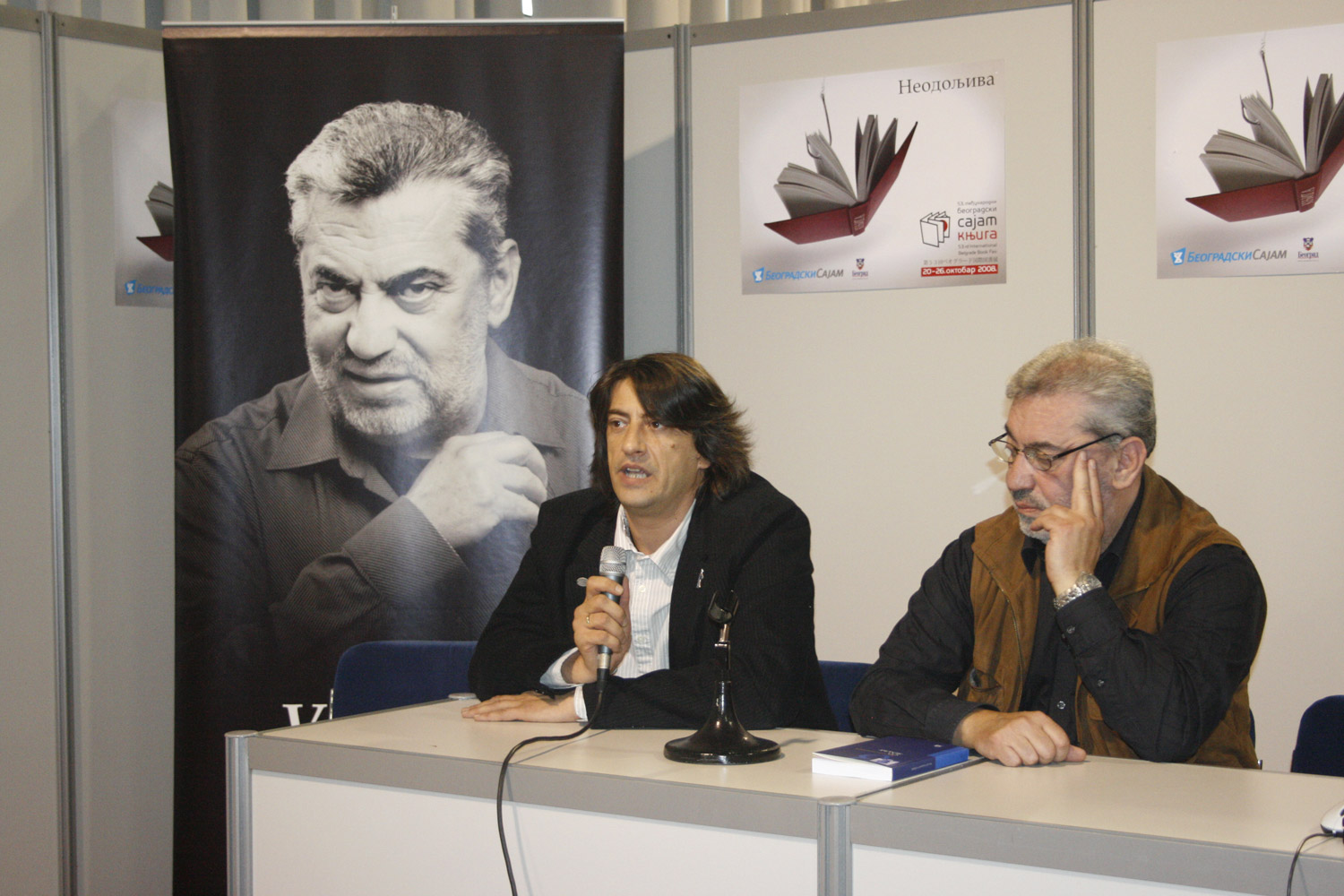
Vidosav Stevanović et Saša Milenić, La Foire internationale du livre de Belgrade 2008

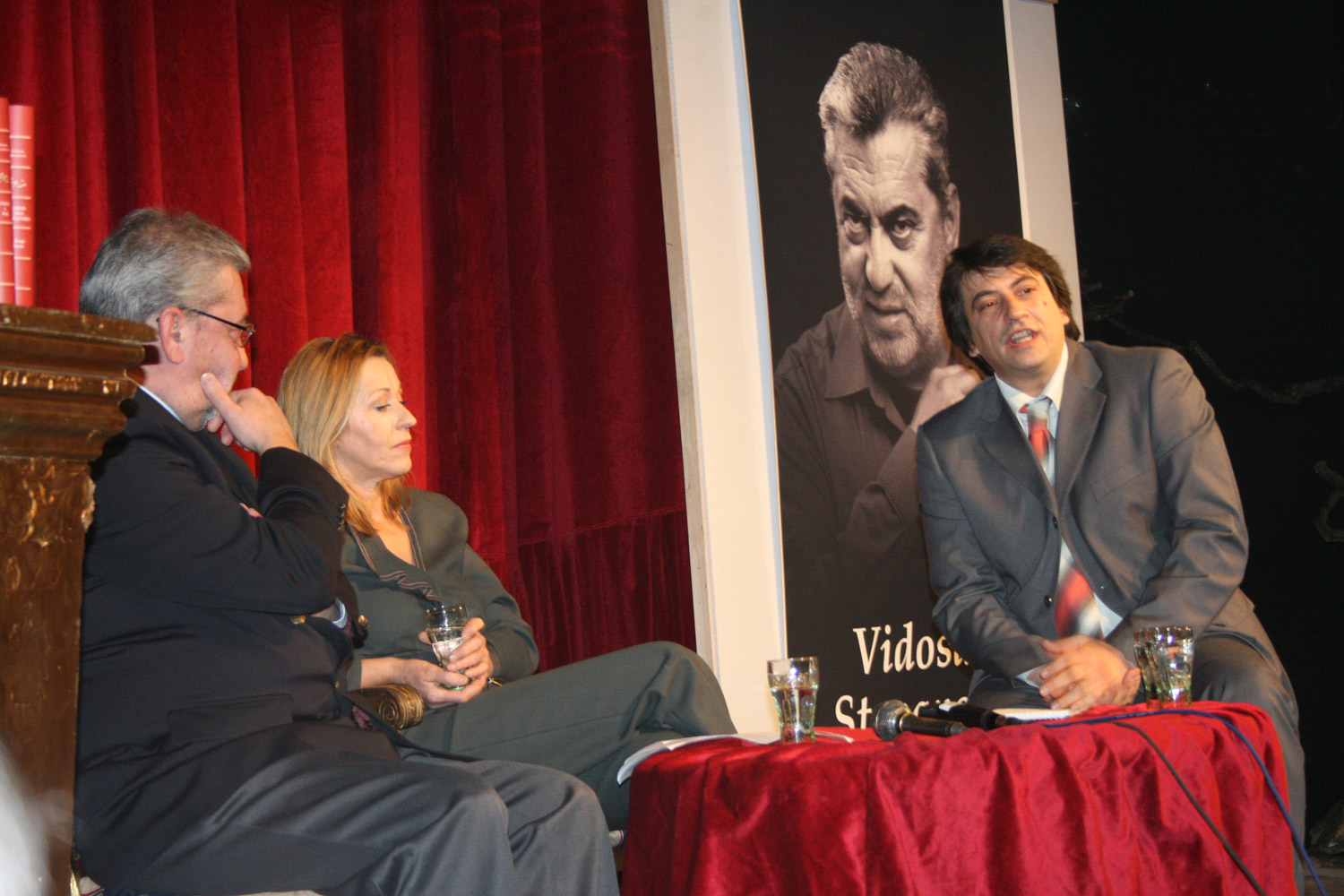
La promotion de livres, Knjaževsko-srpski teatar 2008

### Les romans
Vidosav Stevanović publie son premier et unique recueil de poèmes, intitulée Trublje en 1967, à Belgrade. Son deuxième livre est un recueil de nouvelles Le mort a rebus, 1969. Deux ans plus tard, le jeune écrivain publie son premier roman Nišči et deux ans plus tard son second roman, Konstantin Gorča. Ces romans ont été suivis par deux recueils de nouvelles Les loulous de banlieue (1978) et La césarienne 1984, qui s’est vu décerner le Prix Andrić. Le roman Testament (Prélude à la guerre) est probablement l’œuvre la plus populaire de Stevanovic qui a obtenu en 1987 le célèbre prix littéraire serbe Nin.
Ensuite, il a publié les romans suivants :
- Le cercle d’amour, 1988
- Neige a Athènes, 1992
- L’île des Balkans, 1993
- Christos et les chiens, 1993
- La meme chose, 1995[7]
- Milosevic, une épitaphe (Fayard, Paris, 2001)[8]
- Abel et Lise (L’Esprit des péninsules, 2001)[9]
- Sybille, 2004
- Demons, 2004
- L’étranger qui habite parmi vous, 2008
- Tout effrayé de ce monstre nocturne, 2008
- L’étincelle, 2008
- Des lieux tristes et de la nuit profonde, 2010

Vidosav Stevanović a également trois œuvres inédites : les romans Qu'est-ce que l’oiseau dit, Des endroits tristes et de la nuit profonde, la satire Stradia et commentaires et deux livres de son Journal de la solitude (1988-1993).

### Les pièces de théâtre
- Mon Lazare, Belgrade, 1981
- Ce soir c’est la nuit, Théâtre dramatique yougoslave, Beograd, 1983
- Le dernier visiteur, Scena, 1983
- La valise de notre mère, Théâtre National, Belgrade, 1984
- Là bas, au loin, Belgrade, 1985
- Vuk Stefanovič Karadžić, Belgrade, 1987
- Jeanne du métro, Paris, 1993
- Purification ethnique, Nota Bene, Paris, 1994
- Trois sœurs, Paris-Botunje, 1996–2001
- Le people attend le tremblement de terre, Botunje-Paris, 1996–2001
- La répétition permanente, Paris, 1988–2001
- Voltaire 222, Voltaire-Fernay, 1999
- Bonne nuit et merci de votre attention, Sarajevo, 2004
- Médée, Paris-Sarajevo, 2006
- Irena Dubrovna, Botunje, 2009

Il a écrit deux scénarios: Mon Lazare et L'île des Balkans. Il est l'auteur de quinze pièces radiophoniques, de nombreuses critiques littéraires, d’essais et d’articles dans les journaux. Le cinquantième anniversaire de son œuvre littéraire sera accompagné d'un livre dédié à sa vie et à ses écrits.

### Œuvres complètes
- Œuvres complètes en cinq volumes, Srpska književna zadruga, Beograd, 1984
- Œuvres complètes en cinq volumes, Svjetlost, Sarajevo, (à l’occasion du 30e anniversaire de son œuvre littéraire) 1989
- La première série des Œuvres complètes, Koraci, Kragujevac 2007:
  - L’étranger qui vit avec vous
  - Complètement consterné par ce monstre nocturne
  - La neige et les chiens
  - La même chose
  - Abel et Lise
  - L’étincelle
  - Le people attend le tremblement de terre et autres pièces
- La seconde série des Œuvres completes, Koraci, Kragujevac 2008:
  - Le mort a rebus
  - Nišči
  - Konstantin Gorča
  - Les loulous de banlieue
  - La césarienne
  - Prélude à la guerre
- La troisième série des Œuvres complètes, Koraci Kragujevac 2009:
  - Sybille
  - Démons – les trois autres livres apparaîtront prochainement

## Engagement public et culturel
Le succès fulgurant de son premier livre d'histoires fait de Vidosav Stevanović un écrivain idéologiquement suspect, puis condamné et accusé politiquement. En outre, il est interdit publiquement. En tant que l'un des rédacteurs de la maison d'édition Prosveta il a obtenu un salaire, mais il ne pouvait pas signer les livres qu’il éditait. Il ressent à plusieurs reprises les affres de la haine du haineux milieu culturel belgradois.
Il cesse de travailler sur le deuxième livre du roman Nišči. L'atmosphère sombre de cette période est transposée dans son roman Konstantin Gorča qui termine son cycle sur Kragujevac. Vidosav se tourne vers sa vie de famille et commence à travailler sur ses histoires de Belgrade et collecte le matériel pour son roman Prélude à la guerre. Le premier livre d'histoires belgradoises paru en 1978, a attiré beaucoup d'attention et provoque quelques attaques modérées, mais il ne peut pénétrer dans la sélection pour les prix étant donné qu’il est mis sur la liste noire. Bouleversée par la mort prématurée de son épouse Gordana, Vidosav n'ai pas fait attention à tout cela. Luttant contre la dépression, il travaille assidûment en tant que rédacteur, gagnant le respect dans son deuxième emploi. Pendant cette période, les attaques sur lui sur lui diminué. Il est devenu membre de la direction de la Société des écrivains et joue un rôle important dans le processus de libération du poète G. Djogo. Au début de 1982. il accepte le poste de rédacteur en chef, puis de directeur de  BIGZ, maison d'édition qui a été sur le point de s'effondrer. Vidosav change ses programmes, le marketing, ranime les livres de poche et introduit le commerce moderne conforme au principe de la nouvelle philosophie d'affaires japonaise: ne pas produire pour les entrepôts. Au cours des cinq prochaines années BIGZ se devient la maison d'édition la plus actives et la plus prospère en Serbie et parmi les meilleurs en Yougoslavie. Il publie des livres et des auteurs que d'autres n'osent pas publier. Il devient le principal éditeur des dissidents.
Ce moment de grande espérance et de liberté de pensée, qui ont redonné de la vigueur et de couleurs à la vie culturelle de Belgrade et de Serbie, a été interrompu par un putsch politique: Slobodan Milošević s’est emparé du parti communiste, puis de toute la Serbie. Le thème et la mission principales du nouveau gouvernement et de ses partenaires a été la résolution de la question nationale - c'est de cette façon que la nouvelle politique serbe a été nommée, inspiré par les idées de l'Académie serbe des sciences et des arts et par l'Église orthodoxe serbe.
Juste avant cet événement Vidosav Stevanović rejoint la maison d'édition Prosveta, et tente de sauver cette entreprise inefficace. Mais Mirjana Marković, la conjointe de Milošević, voulait Prosveta pour elle-même. Vidosav Stevanovic refuse de travailler sous la supervision de exécutants de Mirjana et présenté sa démission. Tout d'un coup, à la fin de 1988, Vidosav, qui doit soutenir une famille de cinq membres, se retrouve expulsé et au chômage. Toutes les institutions culturelles, artistiques et ses collègues restent dans le silence. La persécution commence et se termine par l’exil.

## La persécution et l'exil
Au début de 1989. Vidosav Stevanović accepte le poste de conseiller dans Svjetlost maison d'édition de Sarajevo qui publie la deuxième édition de ses œuvres complètes. Les deux années qu'il passe dans la ville multiethnique de Sarajevo sont relativement pacifiques. Avec quelques personnes aux vues similaires, Stevanović crée l’association des écrivains indépendants yougoslaves. L'un des documents constitutifs propose la fondation du syndicat professionnel Svjetlost, qui existe jusqu'à ce jour, tandis que l'autre exige que les partis politiques mis en place à ce moment révèlent au public les archives des services secrets : cette initiative est soutenue seulement par réformistes en Serbie, mais ces archives n’ont pas été divulgués même au début du XXIe siècle. Stevanović fonde le Forum libéral de Belgrade, avec une poignée d'intellectuels indépendants. Le forum vise à agir comme intermédiaire entre les différentes options politiques, mais sans succès. Lors des premières élections libres organisées vers la fin des années 1990, il soutient et participe à la campagne du candidat à la présidentielle Ivan Djuric. À part l'orientation libérale et pro-occidentale, nous avons visé, dans notre plate-forme politique, trois objectifs importants pour la Serbie : la paix avec elle-même, la paix avec ses voisins et la paix avec le monde. Pourtant, nous ne pouvions pas faire grand-chose au milieu de la guerre-éclair infernale des médias de Milosevic et des autres nationalistes forcenés qui de partout préparaient la guerre et la désolation. (Vidosav Stevanović : Notes). En décembre de la même année, il démissionne de son poste de conseiller de Svjetlost et se retire dans son village natal près de Kragujevac. Dans la première année de démocratie Vidosav Stevanovic et les autres personnes partageant les mêmes idées, ne peuvent pas trouver d’éditeurs voulant publier leurs œuvres. Il s'est avéré que la même année que j'ai perdu mon travail je ne pouvais pas faire publier mes œuvres, j’étais dans l’incapacité de faire vivre ma famille. Personne n’a remarqué ce détail dans la ville qui a été frappée par la fièvre guerrière et le fanatisme nationaliste. Nous devions partir. Après une agression physique dans la rue, il s'enfuit en Grèce avec sa femme et ses fils et commence la trilogie de La neige et les chiens. Son premier livre Neige à Athènes est publié en grec, et plus tard, en serbe. Avec l'aide de PEN et de ses amis français, il parvient à rejoindre la France pour la promotion de son livre et, à la suite de l'invitation de l'éditeur, il décide de rester en France qui est traditionnellement connue comme le pays offrant l'asile. Stevanović donne de nombreux interviews, apparaît dans de nombreuses émissions de télévision, participe à des débats publics et à des visites des villes françaises : partout il critique sévèrement le régime de Slobodan Milosevic. Il rejoint Ivan Djuric, également demandeur d'asile, et son Mouvement des forces démocratiques : ils essaient de convaincre le public et les politiciens européens de la nécessité d'arrêter la guerre en ex-Yougoslavie. Ils essaient aussi d'aider à Sarajevo, la ville étant sous les bombes à l'époque. Après l'accord de Dayton, les deux critiquent à juste titre l'arrêt retardé de la guerre, la division de la Bosnie et le nationalisme des politiciens des trois nations constitutives. Vers la fin de 1995. Stevanović reste dans sa maison près de Kragujevac. Consterné par l'atmosphère dans laquelle les criminels de guerre sont célébrés comme pacifistes, il part à nouveau, d’abord en direction de Prague afin d'écrire le scénario de L'île des Balkans, puis de Paris. Il s'oppose publiquement aux positions tenues par les gouvernements occidentaux affirmant que Milosevic est un gage de stabilité dans les Balkans. Sur une période de deux ans, il perd deux de ses amis proches : Dragisa Pavlovic meurt à Belgrade et Ivan Djuric à Paris. De crainte pour ses fils, il revient en Serbie lors des grandes manifestations en 1996-97 et se joint à l'opposition à Kragujevac et libère la radio-télévision de la ville, le premier média indépendant de Serbie. Six mois plus tard, il démissionne Stevanović de la position du directeur et part pour Paris. Dans son journal de cette période Voleurs de leur propre liberté, publié en français, il y a une phrase disant : « L'opposition est la dernière ligne de défense du régime de Slobodan Milosevic ». Sa femme et son fils cadet se joignent à lui, et les trois demandent et obtiennent l'asile politique comme cas flagrant de la triple violation de la Convention de Genève. Stevanović prépare et termine la biographie politique Milosevic, une épitaphe qui est publiée avant sa chute. Les nouveaux pouvoirs démocratiques en Serbie ne l'invitent pas à revenir. Les années qui suivent sont les plus prolifiques dans la vie mouvementée de cet écrivain maudit. Il écrit avec une grande intensité, publie en plusieurs langues, se sent bien dans le l’environnement culturel français, il remporte deux procès contre un grand éditeur et en plus de recevoir un prix français très respectable il obtient la citoyenneté française. Mais, ayant le mal du pays, en particulier concernant sa langue maternelle, il se rend de plus en plus fréquemment dans les ex-républiques yougoslaves. Stevanović accepte le poste de conseiller pour la culture dans le conseil de la ville de Sarajevo et passe les trois prochaines années dans sa ville favorite. Étant désormais à la retraite, il retourne dans son village près de Kragujevac, il voyage de moins en moins, évite le public et ne participe pas à la vie littéraire en Serbie. Avec l'aide de ses amis et de la maison d'édition Koraci, il passe la majeure partie de 2008 tentant de briser le mur de silence et la censure médiatique autour de son nom et de son œuvre. Il envoie une lettre directement au président de la république de Serbie Boris Tadić, et ne reçoit pas de réponses.

## Prix et affiliations
- Isidora Sekulić, 1968
- Milan Rakić, 1971
- Prix Ivo Andric, 1985, pour ses nouvelles
- Prix NIN (prix littéraire yougoslave), 1986, pour le roman Testament
- Prix Civis media prize, 1995
- Membre du Forum Libéral 1989-’00, forum politique liberal préconisant les réformes démocratiques en Yougoslavie.
- Cofondateur du Cercle de Belgrade (Beogradski Krug), 1989-‘00, communauté d’activistes intellectuels opposés à Milosevic, à la guerre et à l’isolation.

## Distinctions
- Chevalier de l'Ordre des Arts et des Lettres, 1999